# Taj Addin Fares
Taj Addin Fares (en arabe تاج الدين فارس) est un ancien arbitre syrien de football. Colonel, il est maintenant le vice-président de la Fédération de Syrie de football.

## Carrière
Il a officié dans des compétitions majeures : 
- Coupe du monde de football des moins de 17 ans 1999 (3 matchs)
- Coupe d'Asie des nations de football 2000 (3 matchs)